# Протестантизм в Чаде
Протестантизм в Чаде — одно из двух (наряду с католицизмом) крупнейших направлений христианства в стране. По данным энциклопедии «Религии мира» Дж. Г. Мелтона в 2010 году в Чаде насчитывалось 1,26 млн традиционных протестантов и ещё 0,58 млн верующих независимых христианских движений протестантского толка. Исследование Pew Research Center насчитало в стране 1,98 млн протестантов (17,6% населения).

## История
Первыми христианами в Чаде были монахи-капуцины, безуспешно попытавшиеся установить миссию в 1663 году. В течение последующих двух с половиной столетий страна оставалась изолированной от христианской проповеди; постоянную миссионерскую деятельность христиане возобновили лишь в XX веке.
В 1925 году территории современного Чада достигли сотрудники баптистской средней миссии и основали миссию в Сархе. В 1963 году была сформирована Ассоциация баптистских церквей Чада. В 1925 году в Форт-Лами начали служение плимутские братья, прибывшие из соседней Нигерии. Позднее ими были созданы Христианские ассамблеи Чада. В 1927 году в Чад прибыли миссионеры Суданской евангельской миссии. Миссия, объединившись с французскими меннонитами и независимыми евангельскими группами, создала Евангелическую церковь Чада. Одновременно, в стране начинают служение американские лютеране.
С 1940-х годов протестанты развернули широкое духовное и гуманитарное служение в стране, содержали ряд крупных медицинских центров и школ. Наибольшего успеха в эти годы протестанты добились на юге страны, где преобладали верующие традиционных африканских культов и анимизма. Очень часто, переходя в протестантизм, местные жители покидали родные деревни и переселялись в миссионерские станции.
С 1963 года в стране действуют адвентисты. В 1964 году в стране зарегистрирована Ассоциация баптистских церквей Чада. В это же время в Чаде появляются ряд пятидесятнических церквей — Апостольская церковь, Ассамблеи Бога (1960 год), Церковь Бога (1968 год) и др.
В 1973 году протестантские церкви подверглись репрессиям со стороны режима Томбалбая. Все иностранные миссионеры были высланы из страны. Также, Томбалбай потребовал, чтобы все государственные служащие прошли через обряды традиционного африканского культа йондо. За отказ от участия в подобных обрядах в течение года были казнены свыше 130 протестантских лидеров. После военного переворота в 1975 году, в ходе которого Томбалбай был убит, деятельность церквей вновь была восстановлена.
В 1990-х годах в стране появляются и динамично развиваются ряд пятидесятнических и харизматических церквей (преимущественно нигерийских) — Церковь глубокой христианской жизни, Евангельские пятидесятнические ассамблеи, Церкви полного евангелия, Церковь «Свет миру», «Часовня победителей» и другие.

## Современное положение
По состоянию на 2001 год, крупнейшей церковью Чада была независимая Евангелическая церковь Чада, относящаяся к евангельским христианам. Церковь состояла из 1150 приходов и объединяла 437 тыс. верующих. Церковь плимутских братьев — Христианские ассамблеи Чада насчитывала 300 тыс. прихожан. Пятидесятники и харизматы достигли численности 187 тыс. человек.
Немало в стране баптистов (90 тыс.), лютеран (70 тыс.) и сторонников Новоапостольской Церкви (63 тыс.). Также, в 2011 году в Чаде насчитывались 43 адвентистские церкви, членами которых были 3,4 тыс. жителей страны.
Ни одна из церквей, базирующихся в Чаде, не представлена во Всемирном совете церквей. Ряд протестантских деноминаций страны основали Федерацию евангелических церквей Чада, входящую во Всемирный евангельский альянс.